# Renny Manzano
Renny Manzano (6 de junio de 1983, Ciudad Ojeda, Venezuela) es un artista musical especializado en batería, percusiones, composición y producción musical. Ha participado en producciones musicales nominadas y galardonadas en los Latin Grammy Awards, y ha obtenido una nominación a los Premios Arpa por su álbum debut como cantante titulado Predestinado.
Como músico y corista, ha participado en conciertos y producciones de Carlos Vives, Rafael Escalona, Fonseca, Andrés Cepeda, Álex Campos, Jorge Celedón, D'Nash, diversos participantes de Operación Triunfo como Natalia, Guillermo Martín, Sandra Polop, entre otros.

## Carrera musical

### Inicios
Renny Manzano, heredó el legado musical que Dios le dio su padre Emiro Manzano (compositor y cantante de música folklórica zuliana). Sus comienzos como músico fueron en la iglesia local de su ciudad llamada «Iglesia Torre Fuerte», donde se congregaba junto a sus padres siendo instruido desde niño en la palabra de Dios y en los valores y fundamentos cristianos.
En dicha iglesia, comenzó desde muy temprana edad, exactamente a los 7 años, a grabar en las producciones musicales de la agrupación de su padre llamada “Alabanza en Gaitas”, reconocida a nivel nacional, realizando giras en el territorio nacional.

### 2003 - 2008: grabaciones en España
A los 21 años, decide residenciarse en la ciudad de Madrid, España. Desde el año 2003 al 2009, tiempo en el que logró expandir y afirmar mucho más sus talentos, aplicando todas sus habilidades y conocimiento musical adquirido en los años anteriores. 
En el año 2004, se hace socio como Autor/Compositor, de la casa de autores SGAE, donde tiene registradas todas sus obras hasta la actualidad.
En 2006, fue parte de la banda de Apolo Bass en su gira por España, presentándose en el Festival Internacional de Jazz de Albacete y el ciclo Otras Músicas, junto a otros músicos como el cubano Andy Lima (guitarra); el venezolano Benny Terán (teclados) y la española Marta Moliner (flauta).
En este período de tiempo en España, comenzó a trabajar como compositor y músico, siendo partícipe de varios álbumes Carlos Quintero, D'Nash (Grupo vocal), María Isabel López, entre otros. Con dichos productores y artistas realizó composiciones y grabaciones para empresas influyentes de España como Vale Music, Gestmusic Endemol, Universal Music Group, Warner Music, Sony ATV Publishing, entre otras. 

### 2009: Carlos Vives y su banda
En octubre del 2009, recibe la invitación de parte del productor y compositor Andrés Castro para ser parte de la banda del artista Carlos Vives como percusionista y corista de la banda para sus presentaciones en vivo y álbumes Corazón profundo y Más corazón profundo'. Desde octubre del 2009, comienza a trabajar con Carlos Vives hasta marzo del 2016, siendo integrante de la banda oficial llamada La Provincia, realizando shows en vivo en escenarios nacionales e internacionales. 
En este tiempo en Colombia, Renny también participó como instrumentista y apoyo vocal en las grabaciones de los álbumes de Álex Campos, Andrés Cepeda, Diomedes Díaz, Diomedes Dionisio Díaz, Jorge Celedón, Martín Elías, entre otros.
En 2010, su canción «Dime si tu», formó parte del proyecto Canciones para Haití, álbum que fue apoyado por Lionel Messi, el Periódico y Sport.

### 2013:Predestinado, debut discográfico
En 2013, Manzano comienza a grabar su primer álbum cristiano como cantante titulado Predestinado, publicado el 21 de noviembre de 2014 con su propia productora llamada 21 Tres Producciones LLC, escribiendo la totalidad de las 13 canciones, además de ser su primer álbum como productor. Este álbum fue prenominado en 3 categorías de los premios Grammy Latinos, y nominado como "Mejor álbum tropical" en los Premios Arpa, y "Álbum tropical del año" en los Premios AMCL. La canción y vídeo del sencillo «Un nuevo día» junto a La Provincia, fue bien recibido.
En los recientes años, Renny Manzano ha sido parte del equipo de músicos del Ministerio Internacional El Rey Jesús del Apóstol Guillermo Maldonado como baterista, percusionista y cantante. Ha participado en las más recientes producciones en vivo tituladas Vientos de gloria (Spanish Version) y Winds of glory (English Version). También, lanzó el sencillo «Canto Nuevo».

## Discografía

### Álbumes de estudio
- 2014: Predestinado

## Créditos de producción
| Año  | Artista                                     | Álbum                          | Rol                                                    | Notas                                                                           | Ref.          |
| ---- | ------------------------------------------- | ------------------------------ | ------------------------------------------------------ | ------------------------------------------------------------------------------- | ------------- |
| 2004 | Natalia                                     | Natalia                        | Baterista                                              | Posición 21 en España (PROMUSICAE)                                              | [ 30 ]        |
| 2006 | D'Nash                                      | Capaz de todo                  | Compositor                                             |                                                                                 | [ 31 ]        |
| 2006 | Guillermo, Sandra y Fran                    | Generación OT                  | Compositor (canción «Hoy»)                             |                                                                                 | [ 32 ]        |
| 2006 | María Isabel                                | Capricornio                    | Compositor (canción «Fantástica»)                      | Disco de Oro en España por más de 40000 copias vendidas (PROMUSICAE)            | [ 33 ] [ 34 ] |
| 2009 | Margarita                                   | Punto de partida               | Compositor (canción «Te conocí» junto a Roger Vásquez) |                                                                                 | [ 35 ]        |
| 2010 | Los Juglares Vallenatos                     | «La golondrina»                | Congas, batería y timbal                               | Homenaje a Rafael Escalona                                                      | [ 36 ]        |
| 2011 | Diomedes Díaz & Álvaro López                | Con mucho gusto, Caray         | Congas y timbales                                      | Nominado al Grammy Latino como Mejor álbum de Cumbia/Vallenato                  | [ 37 ]        |
| 2013 | Jorge Celedón                               | Celedón Sin Fronteras Vol. 1   | Percusionista                                          | Ganador del Grammy Latino como Mejor álbum de Cumbia/Vallenato                  | [ 38 ]        |
| 2013 | Varios artistas                             | Homenaje a Gustavo Gutiérrez   | Baterista y percusionista                              |                                                                                 | [ 39 ]        |
| 2013 | Carlos Vives                                | Corazón profundo               | Percusionista y corista                                | Latin Grammy como Mejor álbum de fusión tropical                                | [ 40 ]        |
| 2014 | Carlos Vives                                | Más corazón profundo           | Percusionista y corista                                | Ganador de Grammy a Mejor álbum tropical latino                                 | [ 41 ]        |
| 2014 | Jorge Celedón                               | Celedón Sin Fronteras Vol. 2   | Percusionista                                          |                                                                                 | [ 42 ]        |
| 2015 | Carlos Vives                                | Más + Corazón Profundo Tour    | Percusionista y corista                                |                                                                                 | [ 43 ]        |
| 2015 | Andrés Cepeda                               | Mil ciudades                   | Percusionista                                          | Nominado al Latin Grammy como Álbum del Año y Mejor Álbum Vocal Pop Tradicional | [ 44 ]        |
| 2015 | Álex Campos                                 | Derroche de amor               | Corista (canción «Mi Fiesta»)                          | Premio Grammy Latino como Mejor Álbum Cristiano en español                      | [ 45 ]        |
| 2016 | Carlos Vives                                | Carlos Vives + Amigos          | Percusionista y corista                                |                                                                                 | [ 46 ]        |
| 2016 | Álvaro Ríos                                 | Equilibrio Sobrenatural        | Compositor (canción «Sobrenatural»)                    |                                                                                 | [ 47 ]        |
| 2018 | Ray Vargas con Luis Fernando Borjas (Guaco) | «Tal vez» (Sencillo sin álbum) | Baterista y percusionista                              |                                                                                 | [ 48 ]        |
| 2018 | New Wine                                    | Vientos de Gloria              | Baterista                                              | Posición #15 en Latin Pop Albums de Billboard                                   | [ 49 ]        |